# Sikasaari (ö i Södra Savolax)
Sikasaari är en ö i Finland. Den ligger i sjön Puruvesi och i kommunen Nyslott i  landskapet Södra Savolax, i den sydöstra delen av landet, 300 km nordost om huvudstaden Helsingfors. Öns area är 5,9 hektar och dess största längd är 380 meter i sydväst-nordöstlig riktning.